# Saint-Laurent (Cher)
Saint-Laurent is een gemeente in het Franse departement Cher (regio Centre-Val de Loire) en telt 352 inwoners (1999). De plaats maakt deel uit van het arrondissement Vierzon.

## Geografie
De oppervlakte van Saint-Laurent bedraagt 39,3 km², de bevolkingsdichtheid is 9,0 inwoners per km².
De onderstaande kaart toont de ligging van Saint-Laurent (Cher) met de belangrijkste infrastructuur en aangrenzende gemeenten.

## Demografie
Onderstaande figuur toont het verloop van het inwonertal (bron: INSEE-tellingen).

1. ↑  Populations de référence 2022.